# Buborék (közgazdaságtan)
A közgazdaságtani buborék egy olyan jelenség, amikor egy vélt vagy valós termék üzleti sikere után tömegigény alakul ki a termékbe vagy szolgáltatásba történő befektetés iránt, és az így mesterségesen felértékelődő befektetések kapcsán hitelezés is indul, aminek nincs és nem is lesz fedezete, mert egy idő múlva elfogynak a potenciális befektetők. Az így létrejövő fedezethiányt nevezik „buboréknak”, ami jelentős veszteségeket okozhat. Sok közgazdász szerint az ilyen buborékok sokkal inkább pszichológiai, semmint közgazdasági jelenségek.

## Jellemzők
A buborék fejlődése ciklusokra osztható:
1. Lopakodó fázis – a kezdeti, termékbe vetett remény felfutást eredményez az adott termékbe történő befektetés vonatkozasában.
2. Növekvő figyelem (a buborék fújása) – ekkor már feltűnnek az intézményi befektetők, aminek hatására a média is felfigyelhet a befektetési lehetőségre. Egyes vélemények szerint még ekkor érdemes kiszállni a befektetésből.
3. Mánia (a buborék maximalizálódni kezd) – ekkor a média hatására is már egyre többen figyelnek fel a befektetési lehetőségre, a kisbefektetők sokasága ekkorra várható.
4. Összeomlás (a buborék kipukkad vagy leereszt) – ekkor fogy ki a szufla a befektetésből, mert nincs több potens befektető, az átlag kisbefektető ekkor szembesül a pánikkal, gyakran a média által, de ekkor rendszerint már csak veszteséggel tud kiszállni a befektetésből.

## Példák
Egyik legismertebb példa az 1643-as „tulipánmánia” Hollandiában. Ekkor a holland gazdaság nagyon meggazdagodott a külföldi kereskedelme által, ezáltal a lakosok is megvagyonosodtak. A jólét hatására az országban akkor is nagy becsben tartott különleges tulipánok és tulipánhagymák iránt megnőtt az érdeklődés és hirtelen nagy haszonnal kecsegtetett a tulipánhagymákkal való üzletelés. A tulipánhagymákkal a tőzsdén kezdtek kereskedni, a spekulációk hatására pedig sokan látták bombaüzletnek, hogyha akár egész vagyonukat különleges tulipánhagymákra áldozzák, azaz abba fektetik. Idővel azonban kihunyt az érdeklődés a tulipánhagymák iránt, ezért azok értéke lezuhant, aki tehát korábban drágán vásárolt később súlyos veszteséget szenvedett az elértéktelenedő tulipánhagymával. Utólagos kutatások szerint viszont az eset nem volt olyan drámai, amilyennek ezt később lefestették.
Később is több alkalommal értékelődtek fel különböző termékek, áruk, szolgáltatások, hogy aztán elértéktelenedve jelentős veszteségeket okozzanak, és itt, különösen a jobban dokumentált korszakokban már előfordultak egzisztenciális bedőlések.
Egy 1720-ban kipukkant buboréknak még az üzleti életben is jártas tudós, Isaac Newton is kárvallottja volt, aki noha időben eladta egy 1711-ben alapított kereskedőcég, a South Sea Company felfutóban levő részvényeit, annak további felértékelődése további részvények vásárlására sarkalta, ezért mikor 1720 októberében kipukkadt a buborék, Newton is vagy 3 millió fontot bukott rajta, de másokkal ellentétben neki más befektetéseiben volt még legalább ennyi vagyona. Utóbb maga is elismerte, hogy bár sokmindent ki tud számítani, „az emberi őrületet nem”. Archibald Hutcheson akkori parlamenti képviselő viszont utánaszámolt a részvények lehetséges alakulásának, és arra jutott, hogy a cég képtelen a részvények értékét kigazdálkodni, ami idővel be is bizonyosodott.
A 2008-ban kirobbant gazdasági világválság is a fentebbihez hasonló ciklusokat produkált, itt az optimista hangulatban ingatlanokra és tartós fogyasztási cikkekre adott banki hitelek és jelzáloghitelek okozták a buborékot, amiben idővel sok kockázatos hitel is szerepelt olyan személyek részére, akik azt nem is tudták visszafizetni. Az ingatlanok értéke viszont 2006-ban tetőzött, és ekkor pukkant ki a buborék: nem lehetett több hitelfelvevőt találni, ami az ingatlanárak és az ingatlankereskedelmi részvények értékének csökkenését okozta. A bankok a kintlévőségeiket ezáltal nem tudták behajtani, ráadásul a hitelektől eladósodott társadalom sem volt képes vásárolni és fogyasztani, beleértve a banki termékeket is, ezért sok bank is csődbe jutott. Az így kialakult jelzálogválság egyértelmű jele a Lehman Brothers 2008-ban történt összeomlása volt, innen datálható a világválság, amit a legtöbb helyen csak állami segítséggel vagy államosítással lehetett megállítani a teljes gazdasági-társadalmi összeomlástól.
Később hasonló módon járt a nagy reklámkampánnyal kísért bitcoin nevű kriptovaluta is 2018-ban, amikor értékének 83%-át vesztette el az előző évihez képest, ez akkori árfolyamon hozzávetőleg 700 milliárd dollár volt. A bitcoin legnagyobb része felett azonban ekkor nagyon kevesen rendelkeztek, így ez az elértéktelenedés nagyon keveseket érintett. Itt felmerült, hogy hogyan lehet észrevenni, ha valami buborékká lesz, de legtöbbször nagyon nehéz megmondani melyik termék csődöl be idővel. A kriptovaluták mellett a 2020-21-ben népszerűvé vált NFT-k is jelentős bedőlést produkáltak 2023-ra.